# 원 스텝 페스티벌
원 스텝 페스티벌 (ワンステップフェスティバル, ONE STEP FESTIVAL)은 1974년 8월 4일, 5일, 8일, 9일, 10일 사이에 있었던  후쿠시마현 고리야마시 카이세이잔 공원의 종합육상경기장에서 개최된 록 페스티벌이다.

## 요약
코리야마의 사업가, 사토 사부로는 하와이에서 영화 우드스톡을 보고 자극을 받아 이 축제의 실행위원장이 되었다 우치다 유야內田裕也와 이시자카 케이이치石坂敬一가 프로듀싱을 맡았고 모토는 "거리에 초록을, 젊은이에게 광장을, 그리고 큰 꿈을 꾸자!"였다.
일본 뮤지션은 30팀 이상이 참가했고 미국에서도 오노 요코가 참가했던, 당시 일본 최대의 록 페스티벌이라고 언급되었다.

## 공연
- 안젠 밴드 あんぜんBAND
- 옐로우 イエロー
- 이방인 異邦人
- 웨스트 로드 블루스 밴드 ウエスト・ロード・ブルース・バンド
- 우에다 마사키 & 사우스 투 사우스 上田正樹&サウス・トゥ・サウス
- 우치다 유야 & 1815 로큰롤 밴드 内田裕也&1815ロックンロール・バンド
- 에디 반 & 오리엔트 익스프레스 エディ藩&オリエント・エキスプレス
- 오리지널 딜런 オリジナル・ディラン
- 카토 카즈히코 & 사디스틱 미카 밴드
- 加納秀人
- 카마야츠 히로시 & 오렌지 かまやつひろし&オレンジ
- 神無月
- 캐롤 キャロル
- 쿠보타 久保田麻琴と夕焼け楽団
- 크리에이션 クリエーション
- 크리스 크리스토퍼슨&리타 쿨리지
- Grape Jam[3]
- 게도 外道
- 사와다 켄지 & 井上堯之バンド
- 선하우스 サンハウス
- 슈가 베이브 シュガー・ベイブ
- 쥴리엣 ジュリエット
- 센티멘탈 시티 로맨스 センチメンタル・シティ・ロマンス
- 다운타운 부기우기 밴드 ダウン・タウン・ブギウギ・バンド
- 츠노다 히로 & 스페이스 밴드 つのだひろ&スペース・バンド
- デイヴ平尾&ザ・ゴールデン・カップス
- 寺田十三夫と信天翁
- トランザム
- 나무 南無
- 하치미츠 파이 はちみつぱい
- 블루스하우스 블루스 밴드 ブルースハウス・ブルースバンド
- 미키 요시노 그룹 ミッキー吉野グループ
- 미야시타 후미오 & 프렌즈 宮下フミオ&フレンズ
- 멘탄핀 めんたんぴん
- 宿屋の飯盛
- 오노 요코 & 플라스틱 오노 밴드
- 요닌바야시
- 러브 ラヴ
- 릴리 りりィ
- VSOP
- 소울 파워 ソウルパワー

## 2001년 원스텝으로의 여행
2001년, 후쿠시마현 스카가와시에서 개최한 "아름다운 미래 박람회"에서 8월 30일, 31일 이틀간 스텝 바이 원 스텝이라는 이름으로 공연이 개최되었다. 74년의 느낌을 되살려 오노 요코가 영상편지를 보내왔고 여러 밴드들이 무대에 섰다.
- 8월 30일
  - 원 스텝 슈퍼 밴드 ワンステップスーパーバンド
  - 에디 반 エディー藩
  - 조 야마나카, 미키 요시노 ジョー山中、ミッキー吉野
  - 우에다 마사키 上田正樹
- 8월 31일
  - 쿠로사와 켄이치 밴드 黒沢健一バンド
  - 시나 & 더 로케츠 シーナ&ザ・ロケッツ
  - 요닌바야시

## 매체 발매
2005년, 디스크 유니온에서 4CD 박스 세트 발표, 금방 매진되었다.
2013년 5DVD박스인 『ONE STEP FESTIVAL SPECIAL BOX』 발매 .
2017년 디스크 유니온에서 21CD-BOX셋인 『ONE STEP FESTIVAL 永久保存盤』을 발매. 전 출연진 41팀중 37팀의 음원을 모았다. 이중 30팀은 연주한 곡 모두를 수록했다.